# Aeroportul Marsabit
Aeroportul Marsabit (IATA: RBT, ICAO: HKMB) este un aeroport din Marsabit, Provincia Rift Valley, Kenya.
Situat la o altitudine de 1.338 m, aeroportul dispune de o singură pistă.